# جيو

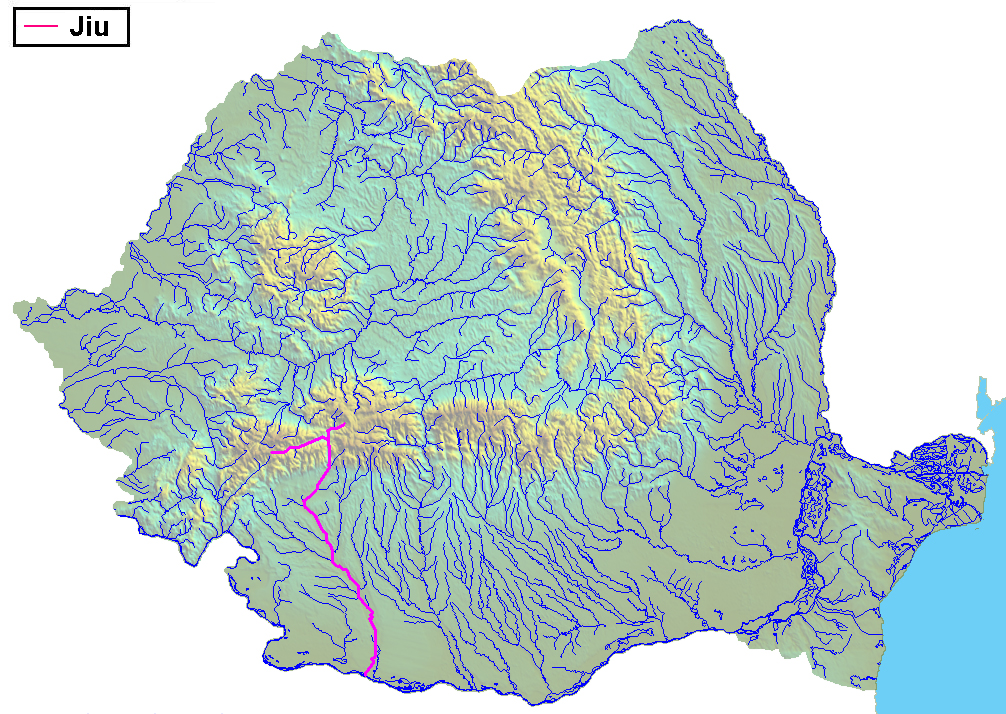
مسار النهر (بالوردي)

نهر جيو ( بالرومانية: Jiu) من أنهار جنوبي رومانيا يتشكل من اتحاد نهري جيو الغربي مع جيو الشرقي قرب مدينة بيتروشاني, يبلغ طوله 331 كم و يصب في نهر الدانوب, يمر بمدن رومانية أهمها ترجو جيو , بيتروشاني وكرايوفا.